# Jewhen Chytrow
Jewhen Chytrow (ukr. Євген Хитров; ur. 18 sierpnia 1988 w Krzywym Rogu) – ukraiński bokser wagi średniej, mistrz świata.

## Kariera amatorska
W 2011 roku, podczas mistrzostw świata amatorów w Baku zdobył złoty medal w kategorii średniej (do 75 kg).
Podczas igrzysk olimpijskich w Londynie (2012) odpadł w 1/8 finału.

## Kariera zawodowa
18 grudnia 2013 Nowym Jorku w swoim debiutanckim pojedynku Chytrow znokautował w pierwszej rundzie Amerykanina Christiana Nava.
W styczniu 2014 mający na koncie osiem zwycięstw przez nokaut na zawodowym ringu Chytrow podpisał kontrakt z Alem Haymonem.
6 marca 2015 w Las Vegas w Nevadzie, Ukrainiec pokonał przed czasem Jorge Melendeza (28-5-1, 26 KO). Po ośmiu rundach narożnik poddał Portorykańczyka.
10 kwietnia 2015 w nowojorskim Brooklynie wygrał jednogłośnie na punkty 78:74, 79:73 i 79:73 z Amerykaninem Aaronem Coleyem (9-1-1, 6 KO).